# Juliane Alton

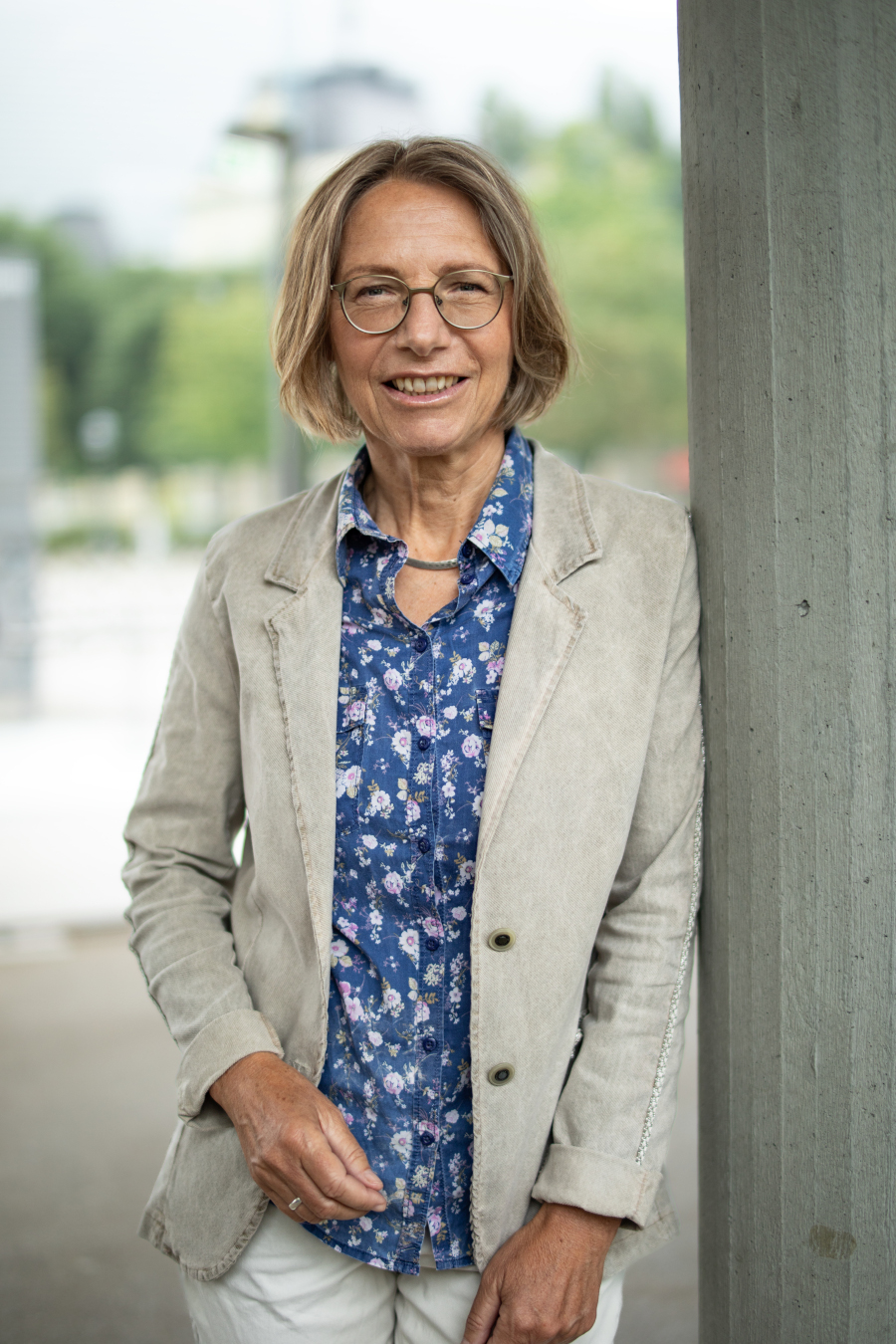
Juliane Alton (2024)

Juliane Alton (* 2. April 1966 in Feldkirch) ist eine österreichische Theater- und Kommunikationswissenschaftlerin sowie Politikerin (Grüne). Sie ist seit dem 9. April 2015 Stadträtin in Dornbirn.

## Ausbildung und Beruf
Juliane Alton besuchte von 1972 bis 1976 die Volksschule in Feldkirch und von 1976 bis 1984 das Bundesgymnasium Rebberggasse in Feldkirch, wo sie 1984 die Matura ablegte. 1984 bis 1985 folgte ein Studienaufenthalt in Kiruna und Stockholm (Schweden). 1985 bis 1991 das Studium der Theaterwissenschaft sowie der Publizistik- und Kommunikationswissenschaft an der Universität Wien, welches sie 1991 abschloss (Sponsion zur Magistra phil.). 1992 bis 1994 absolvierte sie eine postgraduate Ausbildung an der Universität für Musik und darstellende Kunst am Institut für Kulturmanagement (IKM), 1993 war sie für ein Auslandsstipendium an der Universität Stockholm im Rahmen des Doktoratsstudiums. 1997 erfolgte die Promotion zur Dr. phil. mit dem Thema Künstlersozialversicherung in Österreich – Schwerpunkt Theater- und Filmschaffende. 2024 schloss sie an der Hochschule für Agrar- und Umweltpädagogik den Masterlehrgang Management & Umwelt ab.
Von 1987 bis 1989 war Juliane Alton freie Mitarbeiterin beim ORF (Aktueller Dienst, Radio Vorarlberg) und 1994 bis 1998 Mitarbeiterin der Verwertungsgesellschaft Dachverband der Österreichischen Filmschaffenden (VDFS) und dabei verantwortlich für den Aufbau der Organisation, Betreuung der bezugsberechtigten Künstlerinnen und Künstler, die Tantiemenabrechnung und die Zusammenarbeit mit ausländischen Verwertungsgesellschaften. Kurzfristig war sie 1993 Mitarbeiterin im Werkstätten- und Kulturhaus WUK in Wien und für die Programmkonzeption, Öffentlichkeitsarbeit, Abenddienste zuständig. 2002 wurde sie in die Liste der allgemein beeideten und gerichtlich zertifizierten Sachverständigen beim Handelsgericht Wien für die Fachbereiche: Urheberfragen aller Art und Theater eingetragen (bis 2017). Vom Februar 1999 bis September 2003 war Juliane Alton Geschäftsführerin der Interessengemeinschaft Freie Theaterarbeit in Wien. Im Oktober 2003 übersiedelte sie nach Dornbirn und war vom November 2003 bis Januar 2005 Theaterpädagogin beim Vorarlberger Landestheater, von April 2006 bis April 2010 Obfrau der IG Kultur Österreich, 2005 im Fachteam Soziokultur von Vision Rheintal und 2005 bis 2007 Vorstandsmitglied im PUBLIC VOICE Lab, einer Medienkulturinitiative mit inhaltlichen Schwerpunkten im Bereich Informationsfreiheit (z. B. für Creative Commons, alternatives Urheberrecht, Open Source). Von Februar 2005 bis August 2015 war sie Geschäftsführerin der IG Kultur Vorarlberg und in den Jahren 2011 bis 2014 Beraterin der Kulturabteilung der Stadt Graz.

## Politische Tätigkeit
Juliane Alton begann ihre politische Tätigkeit 2009 als Vorstandsmitglied der Grünen Bildungswerkstatt Vorarlberg. Von März 2012 bis November 2015 und von 2019 bis 2020 war sie Obfrau. Seit Januar 2011 ist sie Mitglied des Landesvorstands der Grünen Vorarlberg. Vom 1. Oktober 2015 bis Sommer 2017 war sie Landesgeschäftsführerin der Grünen Vorarlberg. Am 9. April 2015 wurde sie zur Stadträtin in Dornbirn gewählt und hat das Ressort Natur- und Umweltschutz sowie Abfallwirtschaft und Wertstoffe inne. Seit 2020 ist sie Vorstandsmitglied von Freda – die Grüne Zukunftsakademie.
Die Stadtvertretungssitzung am 15. Dezember 2022 war von einem Eklat überschattet, als anstelle von Juliane Alton – obwohl dies bereits 2020 zwischen den Oppositionsparteien so vereinbart worden war – überraschend Julian Fässler (ÖVP) zum Vizebürgermeister der Stadt Dornbirn gewählt wurde.

## Privatleben
Juliane Alton ist seit 1992 verheiratet mit Roland Alton-Scheidl, Mutter von drei Kindern (* 1996, 1998, 2007). Sie wohnt mit ihrer Familie in Dornbirn im Ortsteil Hatlerdorf in einem Rheintalhaus, welches auch das Büro der Dornbirner Grünen und das Studio der Künstlerin Bianca Tschaikner beherbergt.

## Mitgliedschaften
Sie ist Mitglied der Vorarlberger Naturwacht, Ortsgruppe Dornbirn, und engagiert sich im Reparaturcafé, bei der Radlobby und im Frauenmuseum Hittisau.

## Auszeichnungen
- Hauptpreis beim Film- und Videofestival der Frauenfilminitiative im Filmcasino, Wien (1992).

## Publikationen
Neben der hier aufgeführten Werken wurden von Juliane Alton auch zahlreiche Beiträge in Zeitschriften verfasst.

### Autorenschaft
- Juliane Alton, Clemens Beclin, Michaela Schönhofer: Einführung der vierten Reinigungsstufe in Österreichs Kläranlagen (Masterarbeit), Wien 2024.
- Juliane Alton (Text), Bianca Tschaikner (Illustrationen): Ich lebe in Dornbirn, Dornbirn 2024.
- Juliane Alton: Kulturinitiativen in Vorarlberg 2000–2002, IG Kultur Vorarlberg, Interessengemeinschaft für Autonome Kulturarbeit, Feldkirch 2004.
- Schweiz – Deutschland – Österreich: freie Theater über Grenzen: Hinweise für Theatergruppen und Künstlerinnen aus der Schweiz, aus Deutschland und aus Österreich für Gastspiele und Engagements, Vereinigte Theaterschaffende der Schweiz (Hrsg.), Bern 2000, VTS – Dortmund, ISBN 978-3-9806980-1-6.
- Künstlersozialversicherung in Österreich: Schwerpunkt Theater- und Filmschaffende, Wien 1997, Dissertation, Universität Wien.
- Handbuch für Filmschaffende, Wien 1995, Buchkultur Verlagsgesellschaft, ISBN 978-3-901052-24-8.
- Überlegungen zur Rezeptionsgeschichte Arthur Schnitzlers und ihren Zusammenhängen mit gesellschaftlicher Konsistenz, Wien 1991, Diplomarbeit Universität Wien.

### Herausgeberschaft / Mitherausgeberin
- mit Thomas Geldmacher, Magnus Koch, Hannes Metzler (Hrsg.): Verliehen für die Flucht vor den Fahnen: das Denkmal für die Verfolgten der NS-Militärjustiz in Wien, Wallstein-Verlag, Göttingen 2016, ISBN 978-3-8353-1823-6.
- mit Tasos Zembylas: Evaluierung der Kulturförderung der Stadt Graz, Graz 2011, Stadtregierung Graz (online).
- mit Eric Poscher (Hrsg.): Kulturinitiativen in Vorarlberg 2006–2008, IG Kultur Vorarlberg, Interessengemeinschaft für Autonome Kulturarbeit, Feldkirch  2010, ISBN 978-3-200-01859-4.
- mit Wolfgang Zinggl: Guerrilla gardening, Wien 2009, Die Grünen.
- mit Stefan Haslinger: KUPF-Organisationshandbuch, 5. erw. Auflage, Linz 2009, KUPF – Kulturplattform Oberösterreich.
- mit Eric Poscher (Hrsg.): Kulturinitiativen in Vorarlberg 2003–2005, IG Kultur Vorarlberg – Interessengemeinschaft für Autonome Kulturarbeit, Feldkirch 2007, ISBN 978-3-200-00975-2.
- Un-Mut: der Beginn einer Protestbewegung, Wien 1987, Grüne Bildungswerkstatt.

### Mitbeteiligte
- Minichbauer, Raimund: Theater in Wien und Graz : Aufführungen und Produktionen / Erhebung von Raimund Minichbauer, Österreichische Kulturdokumentation, Internationales Archiv für Kulturanalysen (Hrsg.), unter Mitarbeit von Juliane Alton und Monika Mokre, Wien 2001, Österreichische Kulturdokumentation, Internationales Archiv für Kulturanalysen.

### Übersetzungen
- Aus dem Schwedischen: Gedichte aus Die Stadt Staden von Kerstin Bergström, Verlag Kiruna Kommuns Fritids- och Kulturnämnd och Turistnämnd,  1986.